# 咪咪·基恩
咪咪·基恩（英語：Mimi Keene，1998年8月5日—）是一位英國女演員。她知名於在BBC One肥皂剧《东区人》（2013－2015年）中飾演辛迪·威廉絲以及在Netflix喜劇劇集《性愛自修室》（2019年至今）中飾演露比·馬修斯（英語：Ruby Matthews）。

## 早年生活
基恩於1998年8月5日出生在英格兰赫福郡。她於2009年至2014年在伊塔利亞·孔蒂戲劇藝術學院接受培訓。

## 職業生涯
基恩的職業生涯始於成為舞台上的一名童星，她於2010年11月19日至12月23日在英國皇家宮廷劇院首次飾演《Kin》中的珍妮（英語：Janey）。2013年，她在CBBC的兒童劇集《薩迪·J》中飾演布蘭蒂·梅·盧（英語：Brandy May Lou），並在劇集《少女從軍記》中飾演潔德·道斯（英語：Jade Dawes）。她從2013年到2015年間飾演劇集《东区人》的主要角色辛迪·威廉絲，並憑該角色獲得英國肥皂獎和肥皂內幕獎提名。她在2013年的電子遊戲《惡魔城 闇影主宰-命運之鏡》及其2014年續作《惡魔城 闇影主宰2》中為斯忒諾／歐律阿勒／美杜莎配音。2016年，她在劇集《急診室》的其中一集中飾演拉娜·韋斯特莫爾（英語：Lana Westmore），並於2017年在短片《The Escape》中飾演梅根（英語：Megan）。2019年，她在電影《托爾金傳》中飾演年輕版的伊迪絲·托爾金，開始在Netflix劇集《性愛自修室》中飾演露比·馬修斯（英語：Ruby Matthews），並出現在電影《貼身女保鏢》中。

## 作品列表

### 電影
| 年份 | 標題           | 角色                | 附註 |
| ---- | -------------- | ------------------- | ---- |
| 2017 | 《The Escape》 | 梅根（英語：Megan）      | 短片 |
| 2019 | 《貼身女保鏢》 | 克萊爾（英語：Claire）    |      |
| 2019 | 《托爾金傳》   | 年輕的伊迪絲·托爾金 |      |

### 電視
| 年份       | 標題                 | 角色                      | 附註              |
| ---------- | -------------------- | ------------------------- | ----------------- |
| 2013       | 《School for Stars》 | 她自己                    | 2集               |
| 2013       | 《薩迪·J》           | 布蘭蒂·梅·盧（英語：Brandy May Lou）    | 單集：“Dederama”  |
| 2013       | 《少女從軍記》       | 潔德·道斯（英語：Jade Dawes）       | 單集：試播集      |
| 2013－2015 | 《东区人》           | 辛迪·威廉絲               | 主要角色          |
| 2016       | 《急診室》           | 拉娜·韋斯特莫爾（英語：Lana Westmore） | 單集：“High Tide” |
| 2019－2023 | 《性愛自修室》       | 露比·馬修斯（英語：Ruby Matthews）     | 主要角色          |

### 電子遊戲
| 年份 | 標題                         | 角色                     | 附註 |
| ---- | ---------------------------- | ------------------------ | ---- |
| 2013 | 《惡魔城 闇影主宰-命運之鏡》 | 斯忒諾／歐律阿勒／美杜莎 | 配音 |
| 2014 | 《惡魔城 闇影主宰2》         | 斯忒諾／歐律阿勒／美杜莎 | 配音 |

## 獲獎和提名
| 年份 | 獎項       | 類別                    | 提名作品   | 結果       | 來源   |
| ---- | ---------- | ----------------------- | ---------- | ---------- | ------ |
| 2014 | 英國肥皂獎 | 最佳年輕演員 （英語：Best Young Performer） | 《东区人》 | 提名       | [ 12 ] |
| 2014 | 肥皂內幕獎 | 最佳年輕演員 （英語：Best Young Actor） | 《东区人》 | 入圍短名單 | [ 13 ] |
| 2015 | 肥皂內幕獎 | 最佳年輕演員            | 《东区人》 | 提名       | [ 14 ] |

## 外部連結
- 咪咪·基恩在互联网电影资料库（IMDb）上的資料（英文）